# Jauharabad
Jauharabad é uma cidade do Paquistão localizada na província de Punjab.